# Kun Róbert
Kun Róbert (Aknarahó (Máramaros megye), 1842. február 24. – Déva, 1897. április 12.) főreáliskolai tanár, római katolikus pap, történetíró.

## Élete
Aknarahón született, ahol atyja kincstári főerdész volt; itt és Felsővisón élte gyermekéveit; középiskolai tanulmányait Máramarosszigeten a piaristák alatt kezdte meg és a szatmári főgimnáziumban 1859-ben végezte. 1859-1861-ben mint papnövendék a budapesti egyetem hittani és bölcseleti karának rendes hallgatója volt; 1862-ben a szatmári papnevelőben végezte tanulmányait, majd a püspöki iroda iktatójaként kezdte meg működését. 1862. április 12-én nevezte ki az akkori helytartótanács a szatmári gimnázium helyettes tanárává. 1866. június 1-jén a csehországi csatatérre ment tábori lelkésznek és végig szolgálta a hadjáratot a königgrätzi csatáig. Majd a sebesültekkel Budapestre tért vissza és az Üllői úti kaszárnya járványkórházában alkalmazták. 1866-67-ben a munkácsi algimnáziumnak hitoktatója, 1867. októbertől helyettes tanára lett. 1870. szeptemberben az akkor felállított temesvári főreáliskolához, decemberben a szatmári királyi katolikus főgimnáziumhoz nevezték ki helyettes tanárnak. 1873. november 20-án, a tanári vizsga letétele után, nyert rendes tanári alkalmazást a történelmi és földrajzi szakra. 1876-ban az egyházi rendből kilépett és a lőcsei, 1878. július 31-én a dévai állami főreáliskolához neveztetett ki. 1888. április 12-én a tanári kar Kun 25 éves tanári jubileumát ünnepelte. Az ő közreműködésével sikerült a dévai reáliskolai kirándulásokat meghonosítani; az 1897-iki országos tornaversenyre is ő vezette a dévai tanuló ifjakat. A Hunyad megyei történelmi és régészeti társulatnak 1880. május 13-án történt megalakulásától fogva titkára volt.

## Írásai
Cikkei a szatmári királyi gimnázium Értesítőjében (1872. Francziaország politikai s társadalmi viszonyainak 1350-1453-ig ismertetése a Valois-ház alatt Angolországgal folytatott százados harcz idejében); a dévai főreáliskola Értesítőjében (1879. Beszéd ő felségeik ezüst menyegzője alkalmából); a Magyar Polgárban (1880. 70-72. sz. Bursn és Petőfi, irodalomtörténeti tanulmány és párhuzam, tekintettel a német lantos költészetre, 1884. 255. sz. A Hora-lázadás és annak okai, 1885. 15. és köv. sz. Adalékok a Hora-lázadáshoz, 43. szám, Pogány Ádám emlékezete, 1886. 283. sz. A jobbágyak elnyomatása okozta-e a Hora-lázadást-); a hunyadmegyei történelmi és régészeti társulat Évkönyveiben (I. 1882-től A társulat működésének vázlata, III., IV. 1886., 1888. Adalék a Hora-lázadás történetéhez, VII. 1893. Báró Orbán Balázs emlékezete, Kyss Dániel és Getse Benjamin családi pere a mult század végén, Zarándmegye követi utasítása 1841-ben VIII. 1897. Alkalmi s ünnepi beszédei, Néplázadás 1817-ben Felső-Nádasdon.)
Szerkesztette a hunyadmegyei történelmi és régészeti társulat Évkönyveit Déván 1882-89. és 1897-re (I-VI., VIII. kötetét, ez utóbbit Téglás Gáborral; szerkesztette még a Hunyad cz. helyi lapot 1867. jan. 1-től 1897. ápr. 10-ig.

### Kéziratban
Hunyad vármegye monographiája számára, a megyének a mohácsi vésztől napjainkig terjedő története s a nagy-szebeni katonai levéltárnak, eddig sehol sem közölt, adatai alapján a Hora-lázadás hunyadvármegyei részét érdeklő tüzetesebb történeti tanulmánya.